# Claus van de Werve

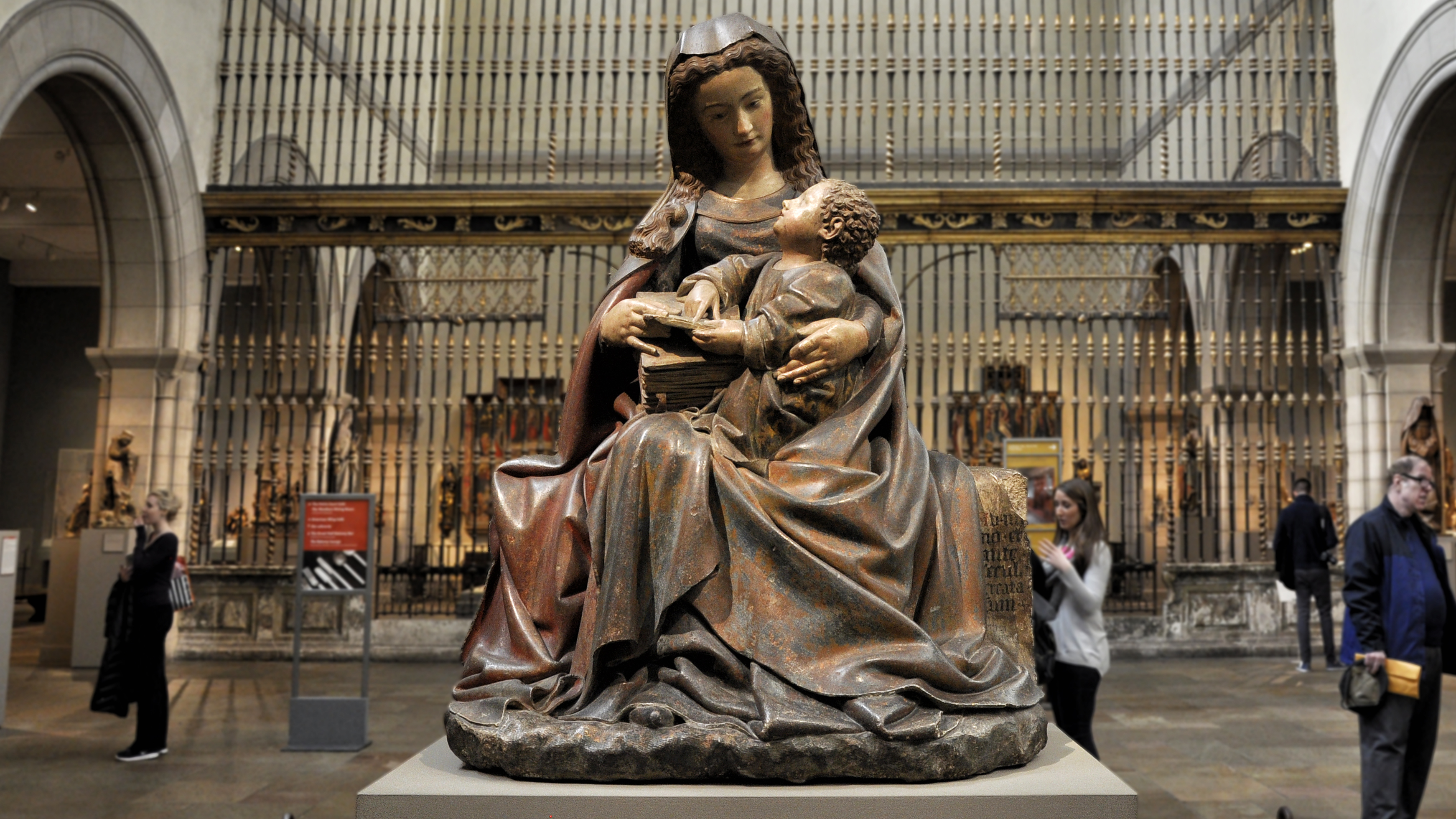
Maagd en Kind uit Poligny

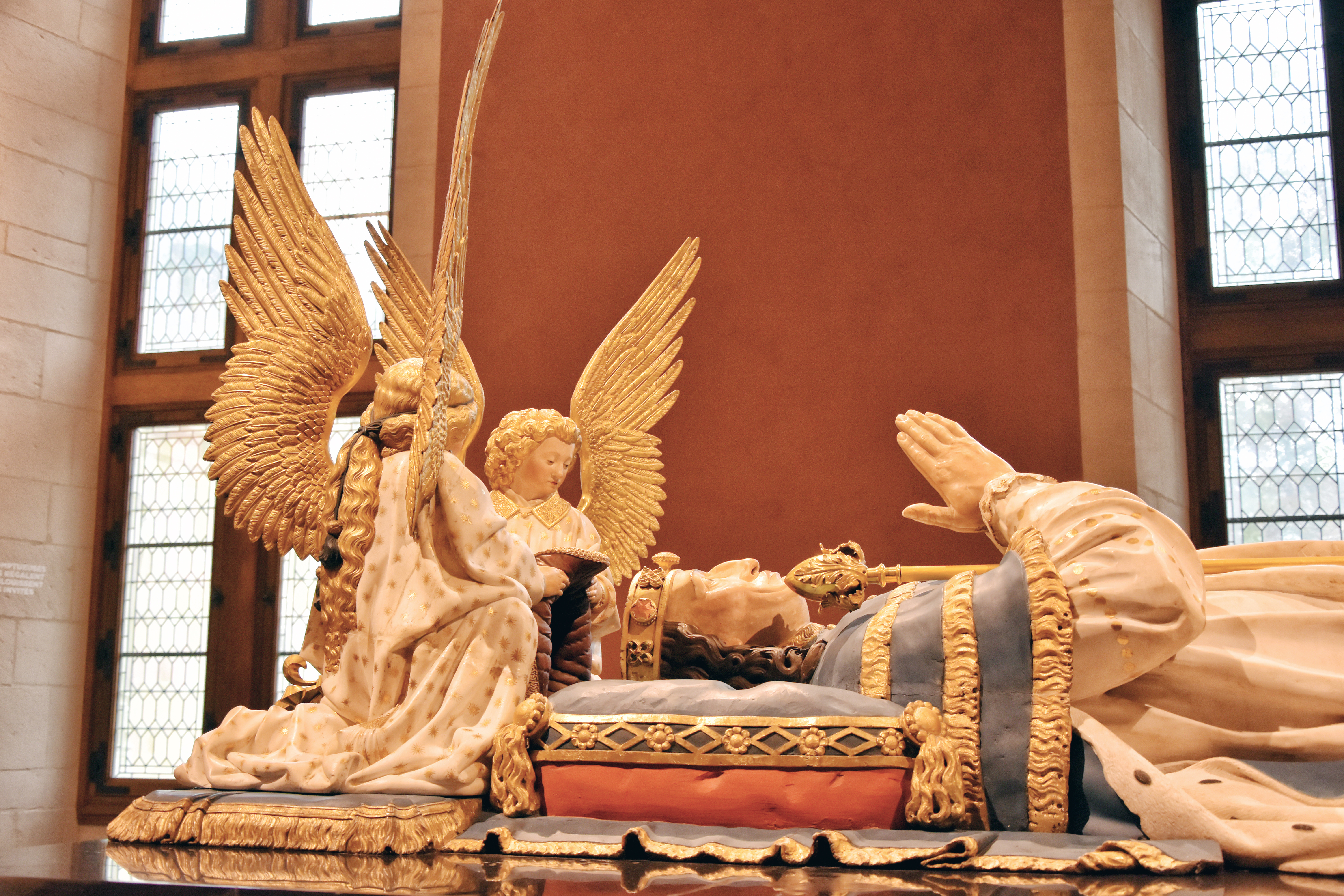
Graftombe Jan zonder Vrees in Dijon (detail)

Claus van de Werve soms Klaas of Claes (Haarlem of Hattem, 1380? - ?, 1439) was een Nederlandse beeldhouwer. Hij was werkzaam in Frankrijk, waar hij bekend was als Claus de Werve.

## Levensloop en werken
Claus van de Werve was een neef van de Nederlandse beeldhouwer Claus Sluter. Hij volgde in 1406 zijn oom op als hofbeeldhouwer in dienst van de Bourgondische hertogen. Hij voltooide het door Sluter begonnen werk aan de graftombe van Filips de Stoute en de beelden van Filips de Stoute en Margaretha van Male bij de ingang van de kapel van het Kartuizerklooster Champmol. Hij ontwierp de graftombe van Filips' opvolger Jan zonder Vrees en begon aan de uitvoering ervan. Na zijn dood in 1439 werd de tombe afgemaakt door Juan de la Huerta en Antoine Le Moiturier.
Van de Werve ging door op de door Sluter ingeslagen weg die een reactie was op de statige ingetogen laatgotische internationale stijl. De plooien in de gewaden worden dynamisch en bewegelijk afgebeeld, de gezichten zijn meer realistisch en expressief. Zijn altaarstuk van de kruisiging voor de kerk in Bessey-lès-Cîteaux (niet ver van Dijon) in bas-reliëf wordt echter minder hoog aangeslagen.
Zijn werk omvat verder een aantal beelden Tronende Maagd met Kind, die bestemd waren voor het Sint-Claraklooster van de franciscaanse orde van Arme Clarissen in Poligny (Frankrijk, departement Jura) en een beeld van Paulus, nu opgenomen in de collectie van het Metropolitan Museum of Art in New York. Twee beelden Christus aan het Kruis bevinden zich in het Archeologisch Museum in Dijon. Een graftombe Christus in het graf staat in de kathedraal Saint-Mammès in Langres (Frankrijk).
Het Museum Catharijneconvent in Utrecht kocht in 2014 een beeld aan van de H. Petrus, dat vermoedelijk afkomstig is uit een altaar uit een abdij in het Franse Theuley.

## Galerij

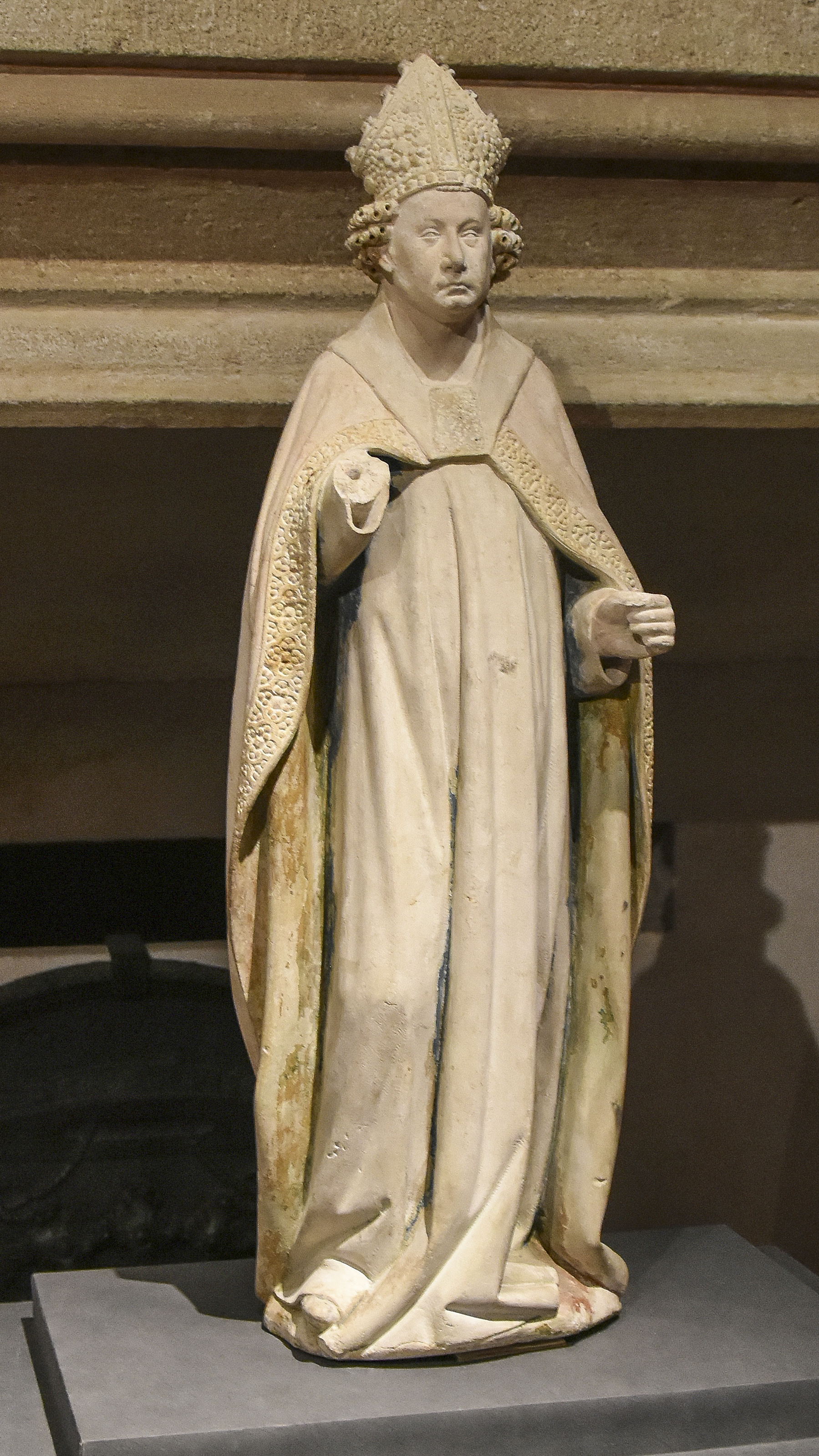
Heilige bisschop (vermoedelijk Jean Rolin) in het Musée Rolin
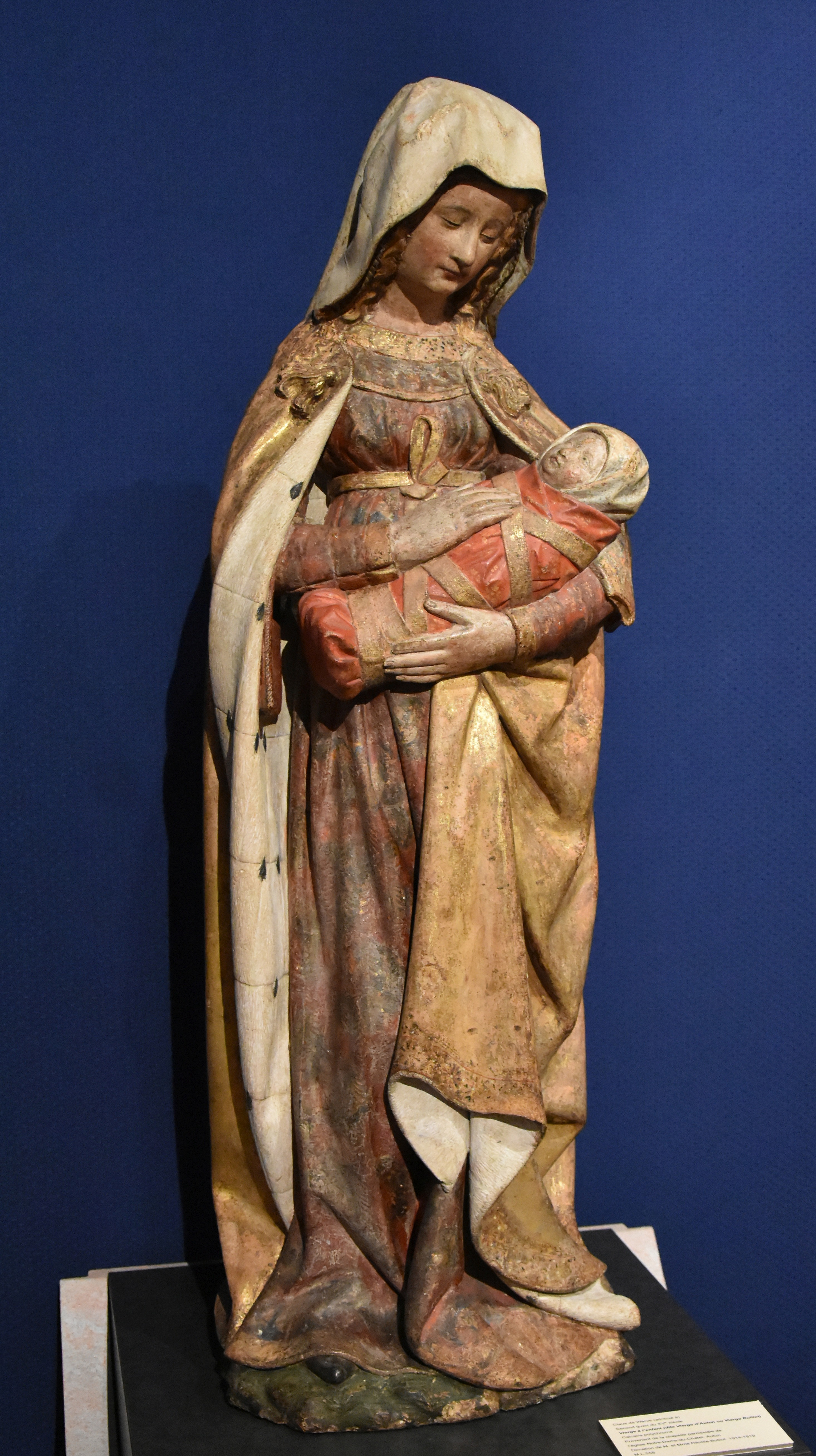
Maagd met Kind in het Musée Rolin
Petrus, ca. 1410-1420, collectie Museum Catharijneconvent

- Biografisch Portaal: 63098337
- Gemeinsame Normdatei: 130305375
- International Standard Name Identifier: 0000 0000 8771 8007
- Library of Congress Control Number: no2008110836
- Nederlandse Thesaurus van Auteursnamen: 321246594
- RKD-Nederlands Instituut voor Kunstgeschiedenis: 204020
- Système universitaire de documentation: 074697870
- Union List of Artist Names: 500044477
- Virtual International Authority File: 95973064
- WorldCat: E39PBJvRTDyTcdj9kqhw96dhHC